# Перид
Перид (др.-греч. Περοίδας) — военачальник Александра Македонского.
Перид родился в аристократической македонской семье Менесфея.
Единственное упоминание Перида в античных источниках содержится у Арриана при описании диспозиции сторон перед битвой при Иссе 333 года до н. э. Античный историк писал, что Александр перед битвой решил, что его ударный правый фланг недостаточно плотный, а линия персов выдвигается дальше линии македонян. Поэтому он приказал незаметно перейти из центра на правое крыло двум илам гетайров, одной из которых, анфемусийской, командовал Перид, сын Менесфея.
Историк В. Хеккель считал, что Перид с самого начала участвовал в походе Александра в Азию. Он руководил гетайрами из Анфемунта, области в Халкидиках, которая окончательно вошла в состав Македонии при Филиппе II.
О роли Перида в битве при Иссе ничего неизвестно, как и о его дальнейшей судьбе. В. Хеккель среди возможных сменщиков Перида на посту иларха анфемусийцев называл Аристона, Главкия, Гегелоха, Деметрия и Мелеагра. По мнению историка, наиболее вероятной кандидатурой на этот пост являлся Гегелох.